# Pom le poulain
Pour plus de détails, voir Fiche technique et Distribution.
Pom le poulain est une comédie dramatique familiale française d'Olivier Ringer, avec Richard Bohringer. Le film est sorti le 14 février 2007.

## Synopsis
Mirabelle est une jument, la meilleure de l'équipe qui aide les bûcherons. En Ardennes, elle vit une belle vie jusqu'à ce que Patrick, le méchant fils du patron, l'accuse d'avoir provoqué un accident. Ainsi, est revendue et séparée de son poulain Pom. Séparé de sa mère, il se laisse mourir mais, Julien, le palefrenier, est touché par le poulain Pom, et décide de l'aider.

## Fiche technique
- Titre : Pom, le poulain
- Réalisation : Olivier Ringer
- Scénario : Olivier Ringer et Yves Ringer
- Musique : Bruno Alexiu
- Photographie : Jean-Paul de Zaetijd
- Montage : Pascal Cardeilhac
- Production : Éric Névé, Olivier Ringer et Yves Ringer
- Société de production : La Chauve Souris, Ring Productions et uFilm
- Société de distribution : Rézo Films (France)
- Pays :  Belgique et  France
- Genre : comédie dramatique
- Durée : 85 minutes
- N° de visa : 110 142
- Format : couleur
- Format du son : Dolby SRD
- Format de projection : 2.35 : 1, Cinémascope
- Format de production : 35 mm
- Dates de sortie : 
  -  Belgique : 19 juillet 2006
  -  France : 14 février 2007

## Distribution
- Richard Bohringer : Julien
- Olivier Barthélémy : Le secouriste
- Olivier Bonjour : Victor
- Gilbert Cotty : Joseph
- Angelo Dello : Le vétérinaire
- Charlie Dupont : Policier Michiels
- Alain Eloy : Ben
- Hyppolyte Eloy : Le petit garçon
- Éric Godon : Chauffeur camion
- Philippe Grand'Henry : Le patron
- Marc Herman : Policier Braun
- Lison Lalou : La fermière
- Georges Lini : Le conducteur
- Morgan Marinne : Patrick
- Sophie Museur : La mère de famille
- Jean Luc Piraux : Le fermier
- Orane Rutten : La fille
- Renaud Rutten : Le père de famille
- Erico Salamone : L'employé de station service
- Serge Swysen : L'employé de banque
- Jacques Urbanska : Loueur de roulottes
- Emmanuel Wautier : Eddy

## Pom
Pom le poulain est en réalité une pouliche, et est devenue une belle jument ardennaise. Elle a été inséminée en 2008 par un Baudet du Poitoux ; a donné naissance à une mule en 2009 qui malheureusement est morte d'une malformation cardiaque. Elle a de nouveau été inséminée en 2009 par le même baudet.

## Tournage
Le film a été tourné en France et en Belgique.
Après avoir réalisé plusieurs sketches pour Les Guignols de l'info, des publicités et des vidéoclips pour Patricia Kaas, Bernard Lavilliers ou Elsa, Olivier Ringer se lance dans la réalisation. Ainsi, dans son premier long métrage, il montre l'importance de la tolérance et du respect de l'autre.
Pour ses débuts, la technique du HD 4-4-4 fait un grand pas. Cette technologie qui permet d'enregistrer des images numériques directement sur des disques durs, sans les compresser, donne une qualité comparable à celle du 35 mm. Dans ce film, son utilisation est inédite, mais prometteuse.